# Henotesia ankova
Henotesia ankova är en fjärilsart som beskrevs av Ward 1870. Henotesia ankova ingår i släktet Henotesia och familjen praktfjärilar. Inga underarter finns listade i Catalogue of Life.